# Xiao Wangdong
Xiao Wangdong (en chinois : 萧望东 ; Wade-Giles : Hsiao Wang-tung), né en août 1910 dans le xian de Ji'an et mort le 11 mai 1989 à Pékin, était un révolutionnaire communiste chinois et lieutenant-général de l'Armée populaire de libération. Il a brièvement été nommé Ministre de la Culture (en) au début de la révolution culturelle, avant d'être persécuté et emprisonné durant neuf ans,,.

## Biographie
Xiao Wangdong naît en août 1910 dans le xian de Ji'an, dans la province du Jiangxi, dans le sud-est de la Chine. Son nom de naissance est Xiao Huicun (萧惠存), mais il utilise également le nom Xiao Ke (萧克). En novembre 1927, il rejoint la Ligue de la jeunesse communiste chinoise, puis le Parti communiste et l'Armée rouge (en) en juillet 1929. En octobre 1934, il participe à la Longue Marche, puis rejoint la province du Shaanxi, dans le nord de la Chine, un an plus tard.
Durant la Guerre sino-japonaise, Xiao est directeur du bureau politique de la quatrième division de la Nouvelle Quatrième armée, sous les commandements de Peng Xuefeng ; il prend ensuite le même poste dans la seconde division, installée dans la région de la Huai He, sous les commandements de Luo Bingui,. Au cours de la Guerre civile chinoise, il participe à d'importantes batailles dans l'est du pays.

## République populaire de Chine
D'avril 1949 à novembre 1952, Xiao Wangdong est secrétaire du Parti communiste de Subei (nord du Jiangsu), et est commissaire politique du district militaire de Subei sous les commandements de Zhang Zhendong. De novembre 1952 à juillet 1953, il est député-chef du Parti communiste dans la province du Jiangsu. De 1953 à 1965, il est commissaire politique dans l'est de la Chine, puis à Nankin. En septembre 1955, il est l'un des premiers membres de l'Armée populaire de libération à être promu au rang de lieutenant-général,.
En avril 1965, Xiao Wangdong est nommé vice-ministre de la Culture de Chine, aux côtés du ministre Lu Dingyi (en). Après l'élimination de Lu Dingyi au début de la Révolution culturelle, Xiao devient ministre titulaire en mai 1966. Bien que Xiao était officier militaire, il suit Liu Shaoqi et tente de limiter l'interruption de l'activité des gardes rouges. En février 1967, il est dénoncé en tant que contre-révolutionnaire et pro-capitaliste. Il est en conséquence emprisonné pendant neuf ans. Son supérieur Tao Zhu, qui a tenté de le défendre, a également été emprisonné.
Xiao est réhabilité en politique à la fin de la Révolution culturelle et devient commissaire politique de la région militaire du Jinan de 1976 à 1982. Il est également élu membre suppléant du 11e comité central du Parti communiste de Chine (en) entre 1977 et 1982. Il devient membre de la commission consultative en 1982, et est réélu en 1987.
Xiao Wangdong meurt à Pékin le 11 mai 1989.